# St Barth Commuter
St Barth Commuter ist eine französische Regionalfluggesellschaft mit Sitz in Gustavia auf Saint-Barthélemy und Basis auf dem Aéroport Rémy de Haenen.

## Geschichte
Die Ursprünge der St Barth Commuter liegen in der im Jahr 1995 gegründeten Air Saint Barthelemy, die ihren Betrieb mit de Havilland Canada DHC-6 aufnahm und zunächst Philipsburg (Sint Maarten) anflog. Das Unternehmen wurde im Jahr 1999 zusammen mit den Fluggesellschaften Air Martinique und Air Saint Martin von Air Guadeloupe aufgekauft. Die vier Gesellschaften bildeten im Anschluss die „Air Guadeloupe Group“. Am 1. Juli 2000 erfolgte die Fusion der Unternehmen, woraus Air Caraïbes hervorging.
Air Caraïbes gründete unmittelbar nach dem Zusammenschluss die neue Tochtergesellschaft St Barth Commuter, die wie ihre Vorgängerin auf Saint-Barthélemy ansässig ist. Der Flugbetrieb wurde mit vier Britten-Norman BN-2 Islander aufgenommen. Eine Piper PA-23 Aztec ergänzte im Juni 2002 die Flotte. Die erste Cessna 208B Grand Caravan wurde im Jahr 2009 übernommen. Dieser Flugzeugtyp ersetzte danach schrittweise die älteren Maschinen.

## Flugziele
St Barth Commuter bietet Linienflüge zu den Kleinen Antillen an. Zusätzlich werden Charterflüge zu verschiedenen Zielen in der Karibik angeboten.

## Flotte

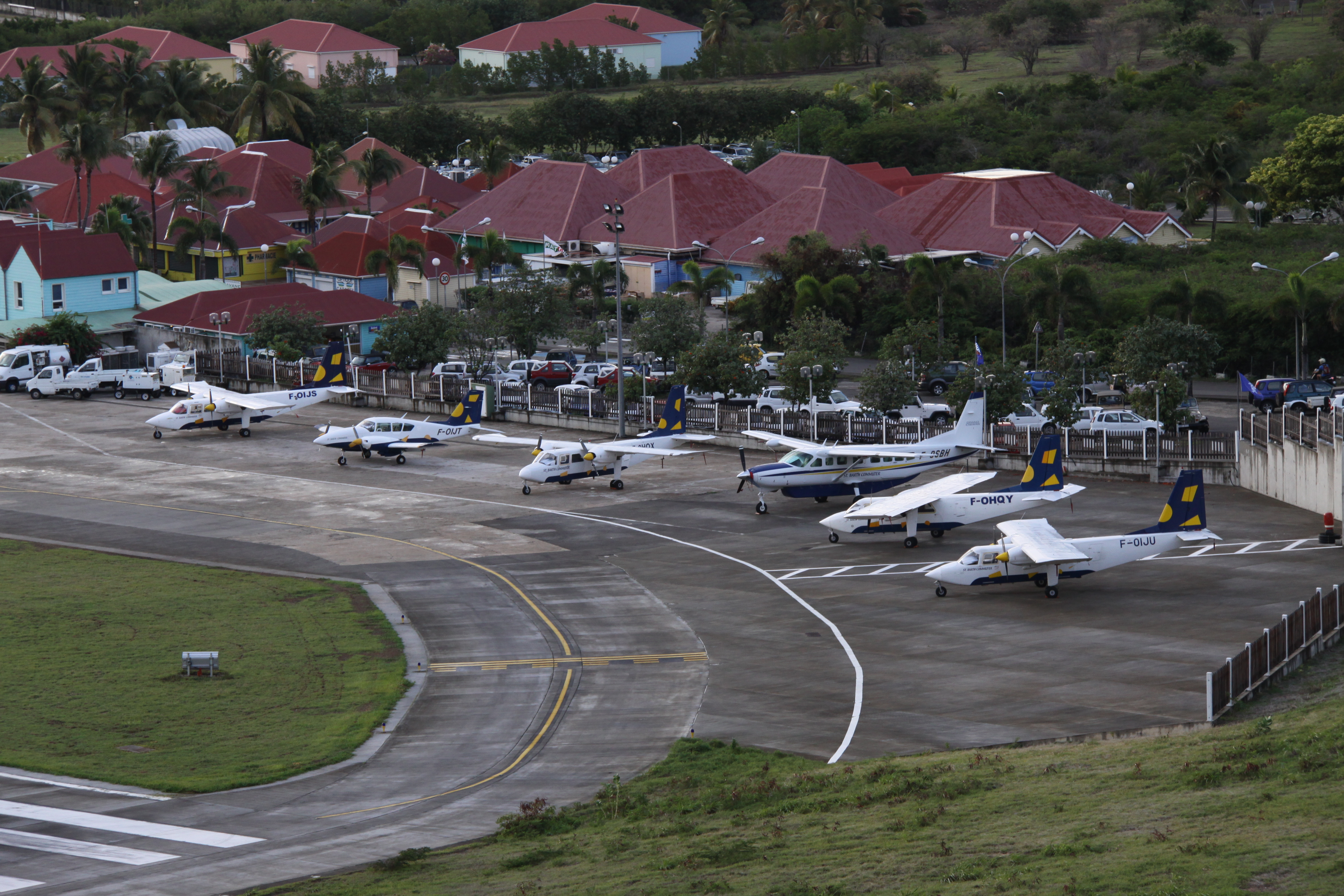
Flotte der St Barth Commuter im Jahr 2010

Mit Stand Januar 2021 besteht die Flotte der St Barth Commuter aus fünf Cessna 208B Grand Caravan mit neun Sitzplätzen.